# Копытман, Марк Рувимович
Марк Ру́вимович Ко́пытман (6 декабря 1929, Каменец-Подольский — 16 декабря 2011, Иерусалим) — молдавский советский и израильский композитор, музыковед и педагог. Кандидат искусствоведения (1958).
Профессор (1972) и проректор (1974—1994) Академии музыки и танца имени Рубина в Иерусалиме. Лауреат премии имени С. А. Кусевицкого за произведение «Голоса памяти» (1986). Заслуженный деятель искусств Молдавской ССР (1991).

## Биография

### В Советском Союзе
Марк Копытман родился в 1929 году в Каменец-Подольском в семье врача.
В 1950 году окончил Черновицкое музыкальное училище по классу фортепиано и в 1952 году Черновицкий медицинский институт. Работал врачом во Львове и одновременно занимался в Львовской государственной консерватории имени Н. В. Лысенко по классу композиции и теории музыки у профессора Р. А. Симовича.
После окончания консерватории в 1955 году поступил в аспирантуру при Московской государственной консерватории имени П. И. Чайковского в класс композиции профессора С. С. Богатырёва. Защитил кандидатскую диссертацию «О канонической имитации» по теории композиции в 1958 году и был направлен преподавателем композиции и теории музыки в Алма-Атинскую консерваторию. С 1963 по 1972 год преподавал композицию и теорию музыки в Кишинёвском институте искусств имени Г. Музическу.
Из ранних произведений М. Р. Копытмана выделяются симфоническая поэма «Предания старой крепости» (1954), симфония в 4-х частях (1956), «Песни о заточении и борьбе» на стихи Николаса Гильена (1957), хоровой цикл «За далью даль» на стихи А. Т. Твардовского (1960), цикл детских песен (1959—1964), вокальный цикл на стихи Сильвы Капутикян «Песни трудной любви» (1964), пьесы для квартета на основе буковинского украинского (1956) и казахского (1962) фольклора. За годы жизни в Кишинёве на молдавском языке М. Р. Копытманом были созданы оратория «Песни кодр» на слова Виктора Телеукэ (1965), хоровая композиция «Сорок лет» на слова Виктора Телеукэ для смешанного хора (1964), опера «Каса маре» (гостиная) в двух актах для солистов, хора и оркестра на либретто Виктора Телеукэ по пьесе Иона Друцэ (1966—1968, переработана в виде двух сюит из оперы в 1980 и 1999 годах, в премьере оперы участвовали Борис Раисов — Павэлаки и Тамара Алёшина — Василуца), хоровая композиция «Десять молдавских народных песен» (1966—1972). В 1972 году им была написана симфоническая поэма Soare cu dinţi (соаре ку динци) на стихи молдавского поэта Михая Чиботару, которую он переработал уже в Израиле в 1994 году. По мотивам молдавской народной музыки созданы «Шесть молдавских мелодий» (1965). В 1964—1965 годах был написан «Второй квартет» на еврейскую тематику памяти отца, в 1968, 1981 и 1992 годах переработанный для виолончели и струнного оркестра под названием «Кадиш» (поминальная молитва), синфониета и концертино. С конца 1960-х годов М. Р. Копытман начал сочетать традиционные элементы с авангардистскими средствами композиции (алеаторика, сонористика), что нашло отражение уже в его «Концерте» (1970) и «Незаконченных стихах» (1969) на тексты М. Геловани, В. Занадворова, Х. Калоева и Н. Майорова.
В эти годы на русском языке были изданы теоретические работы М. Копытмана «О канонической имитации» (Советская музыка, 2, 1958), «Многоголосный канон» («Вопросы музыкознания», М.: Музгиз, 1960; стр. 195—265), «Множественные каноны и канонические последовательности» (Вопросы музыкознания, 3, 1961), «Симфоническая музыка» (в сборнике «Очерки по истории казахской музыки», 1962), «Теоретические работы С. С. Богатырёва» (Москва, 1972), учебник «Хоровая композиция» (Москва: Советский композитор, 1965), книги «Музыкальные формы и жанры» (Алма-Ата, 1959), «О полифонии» (Москва: Советский композитор, 1961), «Хоровое письмо» (Москва, 1971).

### В Израиле
В 1972 году М. Р. Копытман переехал в Израиль, где был назначен профессором композиции в Академии музыки и танца имени Рубина в Иерусалиме. В 1974 году М. Р. Копытман был избран заведующим кафедрой теории музыки и композиции, затем также деканом и проректором Академии, оставаясь в этой должности до 1994 года. В 1991 году он основал камерный ансамбль «Дорон» для исполнения произведений композиторов XX столетия.
В Израиле им были написаны «Октябрьское солнце» для меццо-сопрано и оркестра на стихи Иегуды Амихая (1974), «Голоса» для сопрано, фортепиано и оркестра (1974—1975), балеты «Монодрама» для труппы «Бат-Шева» (1975) и «Призма» для труппы «Бат Дор» (1976), музыка к спектаклю о героине Сопротивления в Венгрии Хане Сенеш «Крылья» (1979, стихи Исраэля Элираза), вокализ для меццо-сопрано и оркестра «Ротации» (1979); цикл «Cantus» (I—VII, 1984—2002) для струнного трио, для виолончели с оркестром, для альта с оркестром и других инструментов; «Голос памяти» на основе фольклора йеменских евреев (1981, премия имени С. А. Кусевицкого, 1986), камерная опера «Камерные сцены из жизни Зюскинда из Тримберга» (1982—1983) о похождениях еврейского миннезингера, поэта и врача первой половины XIII столетия из Баварии на либретто Рехи Фрайер (1892—1984) для солистов, хора, танцоров и оркестра; серия хоровых произведений на стихи Йехуды Амихая («Врата без стен», 1975; «Рассеянные рифмы», 1988; «Помни о любви», 1989) и на стихи еврейских поэтов древности и средневековья, а также Эдмона Жабеса («Письма о Сотворении», 1987; «Из еврейской поэзии», 1996); вокальные циклы на стихи средневекового каббалиста Авраама Абулафии (1240—1291) «Круги» (1986), Эдмона Жабеса «Восемь страниц» (1989), Йонатана Ратоша «Уйти» (1989) и «Если есть седьмые небеса» (2001), Давида Фогеля «Три ночи» (1996).
На английском языке были опубликованы работы «Pitch Graph» (пособие по анализу и композиции на основе симметричных вариантов — додекафонических и вольносочинённых, Иерусалим: Unipress, 1974; второе издание — Иерусалим: Jerusalem Academy of Music and Dance, 2000), «Rotations — Transformations and Pitch Graph» (Ротации, 1975), «Bach’s Secret Counterpoint» (секретный контрапункт Баха, 1985), четыре тома этюдов по композиции «Studies in Composition» I—IV (1982—2002): «About Heterophony» (о гетерофонии), «Symmetrical Modes» (симметричные лады), «Composition with Blocks» (композиция блоками), «About Melody Writing» (о сочинении мелодии).
Среди учеников М. Копытмана — Освальдо Голихов, Александр Сокирянский, Евгений Дога, Джонатан Бергер, Эрель Паз, Ари Бен-Шабетай, Хаим Пермонт, Инам Лиф, Дэвид Крам, Антон Штайнекер, Тамар Мускал, Моше Шульман, Карел Волнянский, Лазарь Трахтенберг, Гидеон Джи-Бум Ким, Эдвард Селицки, Амит Гилуц, Милен Панайотов, Яир Самет, Иттай Шапира, Талия Амар, Йоханан Хендлер, Итамар Эрез, Е. М. Трембовельский.

## Семья
- Жена (с 1955) — Мария Исааковна (Мириям) Копытман, две дочери — Майя (художник) и Ирина[10].
- Муж двоюродной сестры — лётчик-штурмовик и писатель, Герой Советского Союза Генрих Борисович Гофман[11].

## Дискография
См. полный список здесь.
- Марк Копытман. Шесть молдавских мелодий для симфонического оркестра (также А. Муляр, Торжественная увертюра в си-бемоль мажор. Г. Ешанов и И. Шварцман, Четыре пьесы на гагаузские темы). Долгоиграющая грампластинка (33Д 21819-20). Москва: Мелодия, 1968.
- Струнный квартет № 2. Долгоиграющая грампластика. Москва: Мелодия, 1966.
- Mark Kopytman: Four Compositions with Gary Bertini. «Memory» (1981) for symphony orchestra; «Cantus II» (1980) for violin, viola & cello; «Rotations» (1979) for voice & symphony orchestra; «Lamentation» (1973) for flute solo. Тель-Авив: Israel Music Institute 01-2094.
- Mark Kopytman: Orchestral Music with Camerata Jerusalem (conducted by Avner Biron). «Beyond All This» (1997) for chamber orchestra; «Kaddish» (1982) for viola & strings; «Music for Strings» (1988) in three movements. Тель-Авив: Israel Music Institute 1929-03.
- Mark Kopytman: Chamber Music Live. «String Quartet № 3» (1969); «About an Old Tune» (1977) for violin, viola, cello & piano; «Aliterations» (1993) for piano; «Tenero» (1993) for cello solo; «Kaddish» (1982) for cello & strings. JMC SP 05.
- Mark Kopytman: Vocal Music performed by Mira Zakai. «October Sun» (1974) for voice & chamber ensemble; «Eight Pages» (1989) for voice solo; «Circles (Life of the World to Come)» (1986) for voice and chamber ensemble; «Three Nights» (1996) for voice & chamber ensemble; «Rotations» (1979) for voice & symphony orchestra. Тель-Авив: Israel Music Institute CD 06.
- Mark Kopytman: Orchestral Music conducted by Mendi Rodan. «October Sun» (1974) for voice & chamber orchestra; «About and Old Tune» (1977) for two oboes & chamber orchestra; «Voices» (1975) for voice, flute & orchestra.
- Yehuda Amichai — Poetry / Mark Kopytman — Music. October Sun (1974) for voice & chamber ensemble. Scattered Rhymes (1988) for mixed choir & chamber orchestra.

## Нотные издания
- За далью-даль: поэма для смешанного хора без сопровождения (слова А. Твардовского). Москва: Советский композитор, 1961.
- Две миниатюры на казахские народные темы для двух скрипок, альта и виолончели. Ленинград: Советский композитор, 1962.